# Pleurothallis stelidilabia
Pleurothallis stelidilabia är en orkidéart som beskrevs av Carlyle August Luer. Pleurothallis stelidilabia ingår i släktet Pleurothallis och familjen orkidéer. Inga underarter finns listade i Catalogue of Life.